# انسداد الأوعية الدموية
الانسداد الوعائي (بالإنجليزية: vascular occlusion) هو انسداد الأوعية الدموية عادة بواسطة تجلط دموي. ويختلف عن الجلطة في إمكانية استخدامه لتوصيف أي شكل من أشكال الانسداد، وليس مقتصرا فقط على الجلطة.وعند حدوثه في أحد الأوردة الكبرى، فمن الممكن أن يتسبب في العديد من الجلطات الصغيرة والتي تنتشر في كل الاوعية الدموية بالجسم (deep vein thrombosis). ويزداد حدوث هذه الحالة في شبكية العين مما يتسبب في فقدان كامل أو جزئي للإبصار. ويمكن تشخيص الانسداد باستخدام دوبلر الموجات فوق الصوتية (Doppler sonography)، وهو نوع من أنواع الموجات فوق الصوتية.
بعض التقنيات الطبية كتقنية تكوين الجلطات، والتي تتضمن غلق وعاء دموي لعلاج حالات معينة.ويتم استخدامها لتقليل ضغط الدم في حالات تمدد الأوعية الدموية (ضعف الأوعية الدموية)، أو للحد من النزيف.كما يمكن أيضا استخدامها لتقليل نسبة الدم التي تصل إلى الأورام أو الزوائد الموجودة بالجسم، وبالتالى الحد من نموها. ويمكن أن يتم الانسداد باستخدام رابطة; يتم زرع روابط صغيرة لتحفيز تكون جلطات أو كما في حالات تمدد الأوعية الدوية في المخ (cerebral aneurysm) عن طريق التدبيس.